# Diaea tongatabuensis
Diaea tongatabuensis är en spindelart som beskrevs av Embrik Strand 1913. Diaea tongatabuensis ingår i släktet Diaea och familjen krabbspindlar. Inga underarter finns listade i Catalogue of Life.